# AS Kabasha
AS Kabasha is een voetbalclub uit Congo-Kinshasa uit de stad Kisangani. AS Kabasha komt uit in Linafoot, de hoogste voetbaldivisie van Congo-Kinshasa. De club won nog nooit de landstitel of de beker.